# Raimund Wünsche
Raimund Wünsche (* 1944 Eichstätt) je německý archeolog.

## Životopis
Wünsche je synem umělce Wünsche-Mittereckera. Po maturitě studoval na univerzitách v Salcburku a Mnichově archeologii, dějiny umění a starověké dějiny. V roce 1970 promoval v Mnichově s prací Studien zur aeginetischen Keramik der fruehen und mittleren Bronzezeit.
Poté se stal vědeckým spolupracovníkem mnichovské glyptotéky a státní sbírky antického umění v Mnichově. 1974/75 získal stipendium Německého archeologického institutu. V letech 1994 až 2011 působil jako ředitel glyptotéky a antické sbírky.
Účastnil se různých vykopávek, například na Egině, v Lefkandi a na Naxosu. Je honorárním profesorem na Akademii výtvarných umění v Mnichově.
Za zásluhy mu bylo v roce 2006 uděleno bavorské vyznamenání.

## Dílo
- Kampf um Troja, 2011
- Figurenfeld Eichstätt, 1979